# Lophostemon grandiflorus
Lophostemon grandiflorus é um membro da família Myrtaceae endêmica da Austrália Ocidental, Território do Norte e Queensland.
A árvore normalmente cresce a uma altura de 3 to 18 m (10 to 59 ft) . Floresce entre janeiro e dezembro, produzindo flores branco-creme. A casca é persistente e de cor castanha pálida e quase fibrosa. Plantas epífitas e parasitas são frequentemente encontradas crescendo na casca. As lâminas foliares grossas, ovadas e verde-escuras têm cerca 5 to 12 cm (2.0 to 4.7 in) de comprimento e 2 to 6.5 cm (0.79 to 2.56 in) largura. A lâmina inferior da folha é muito mais pálida, quase branca, de cor. Geralmente cresce como um reófito ao longo de riachos através de florestas abertas, mas também é encontrado nas margens de florestas tropicais.
É encontrado em áreas úmidas, como margens de rios e desfiladeiros de arenito na região de Kimberley, na Austrália Ocidental na extremidade superior do Território do Norte e depois na costa leste até Central Queensland.
Existem duas subespécies conhecidas:
- Lophostemon grandiflorus subsp. grandiflorus[2]
- Lophostemon grandiflorus subsp. riparius